# Tompojevci
Tompojevci è un comune della Croazia di 1 999 abitanti della Regione di Vukovar e della Sirmia.